# 北宫门站
北宫门站位于中国北京市海淀区青龙桥街道颐和园路颐和园北側，是北京地铁4号线的车站。因其以西邻近颐和园的北宫门而得名。 于2009年9月28日随4号线开通正式投入运营。

## 位置
北宫门站地处北京市海淀区颐和园路，南邻颐和园，位于颐和园北宫门东向，北临中共中央党校。车站沿颐和园路呈大致西北–东南向布置。

## 车站结构
北宫门车站是地下二层车站，岛式站台设计，地下一层是站厅层，地下二层是站台层。车站结构形式为两层双跨矩形框架结构，长175.2米，宽18.7米，车站主体采用明挖法施工。
北宫门站的站台和站厅顶部装饰有窗棂图案。车站装饰色系为浅黄色。 

### 楼层
| G                 | 地面 | 出入口 |
| B1                | 站厅 | 客服中心、自动售票机                                                                                                |
| B2                | 站台 | \| \| \| █ 4号线往安河桥北（終點站） \| \| 島式 · 開左邊车门 \| \| \| \| \| \| █ 4号线往天宫院（大兴线）（西苑） \| |
|                   |      | █ 4号线往安河桥北（終點站）                                                                                         |
| 島式 · 開左邊车门 |      | |
|                   |      | █ 4号线往天宫院（大兴线）（西苑）                                                                                   |

### 站厅

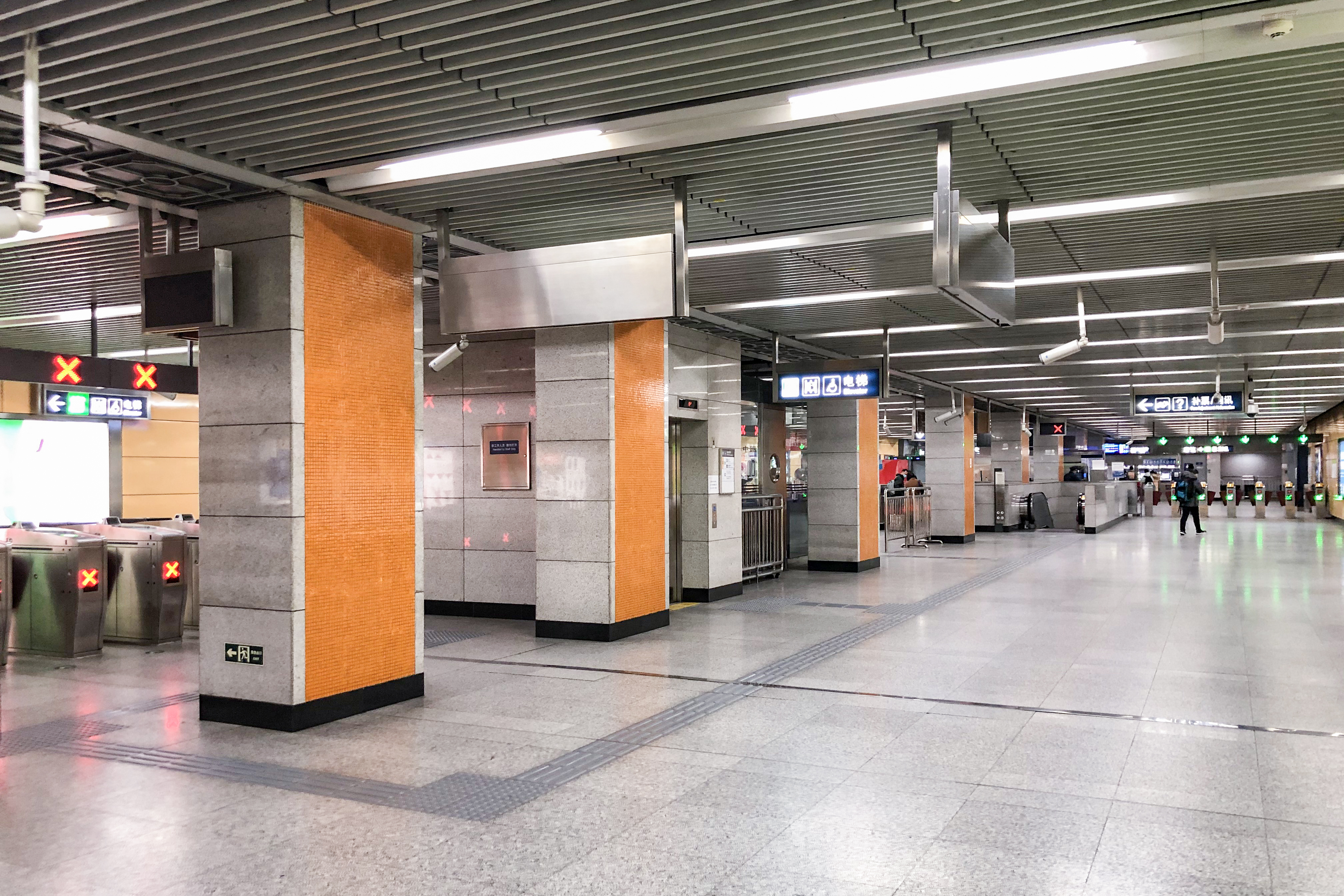
站厅（2020年12月摄）

北宫门站的站厅位于地下一层，付费区内设有两组前往站台的楼梯及从站台上行的扶梯，中部设有前往站台的直梯。

### 站台
北宫门站设有1个岛式站台，位于颐和园路地底，全部设有月台幕門。车站公共卫生间位于站台北端。

### 出入口
北宫门站共有三个出入口，D出入口去颐和园北宫门最近。
|                       |          |                                                                            |      |                |
| 編號                  | 指示     | 建議前往的目的地                                                           | 照片 | 无障碍设施图片 |
| 出口 · A · 1          | 颐和园路 | 颐和园路（北侧）、中共中央党校、颐和书苑                                   |      | 不適用         |
| 出口 · C · 升降机标志 | 颐和园路 | 颐和园路（南侧）、海淀青少年活动中心、大有双语幼儿园、宫门前街、大有庄大街 |      |                |
| 出口 · D              | 颐和园   | 颐和园路（南侧）、北宫门                                                   |      | 不適用         |
| 註： 設有             |          |                                                                            |      |                |

## 接驳交通

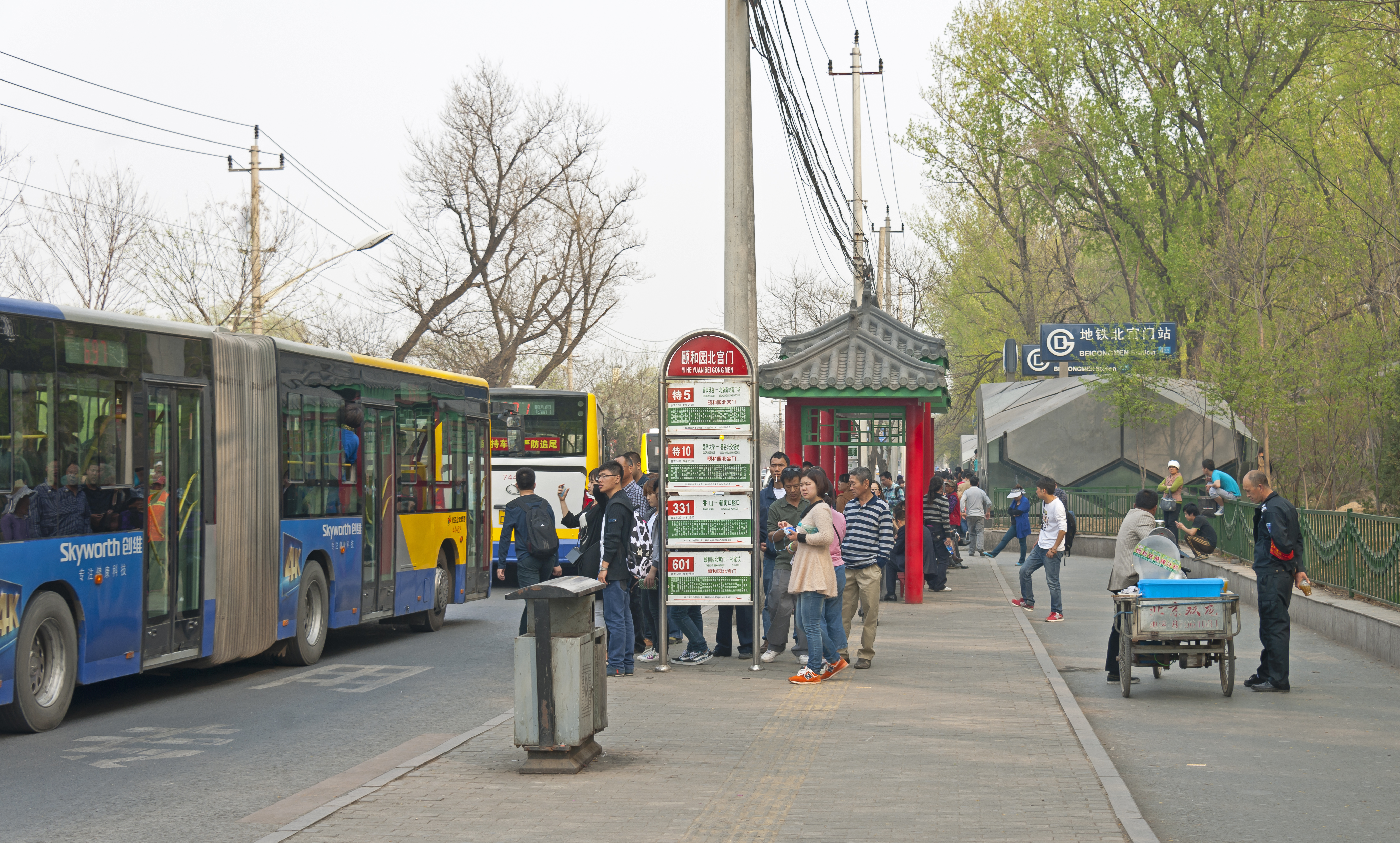
D口外的公交车站，拍摄当时仍称“颐和园北宫门”

距北宫门站最近的公交站名为“地铁北宫门站”，位于颐和园路上，道路两侧的站位分别位于A1口东侧和D口西侧，乘客可在A1口外的公交站换乘公交前往香山或北京植物园，地铁站内亦贴有针对前往香山或植物园的乘客的出口指示。此外，本站西北方向300米处另有名为“颐和园北宫门”的公交站。